# Bujáky Miklós
Bujáky Miklós (Pápa, 1934. április 5. – 2022. július 31.) matematika-fizika szakos tanár, a Pápai Református Gimnázium újjáalapító igazgatója.

## Élete
1953-ban a Pápai Református Gimnáziumban érettségizett, diplomáját 1957-ben szerezte az Eötvös Loránd Tudományegyetemen. 1957 és 1988 között a pápai Türr István Gimnázium tanára volt. A Református Gimnázium újraindításában vezető szerepet vállalt, nevéhez fűződik az iskola működési feltételeinek megteremtése, a tanári kar felépítése, az épület korszerűsítése, diákotthonok és tanárlakások létesítése. 1991-től 1994-ig igazgató, majd 1997-es nyugdíjba vonulásáig műszaki igazgató volt. 1998-ban megkapta a Magyar Köztársasági Arany Érdemkeresztet.